# Ceralocyna amabilis
Ceralocyna amabilis là một loài bọ cánh cứng trong họ Cerambycidae.